# Ivan Musardo
Ivan Musardo Gracco, il cui cognome viene talvolta reso come Mussardo (Zurigo, 2 agosto 1980), è un lottatore di arti marziali miste italo-svizzero.
Combatte nella divisione dei pesi leggeri; tra il 2011 ed il 2012 è stato campione di categoria nell'organizzazione britannica di arti marziali miste Cage Warriors, ma lasciò il titolo vacante senza mai difenderlo.
Ha combattuto anche un incontro di MMA durante un evento della prestigiosa promozione di kickboxing Glory.
Musardo è un lottatore molto abile nel grappling ed in generale nella lotta a terra, grazie a delle ottime basi di jiu jitsu brasiliano: difatti la grande maggioranza delle sue vittorie sono venute per sottomissione.

## Infanzia
Musardo nasce a Zurigo il 2 agosto 1980 da genitori italiani: il padre è originario di Galatone e la madre di San Giovanni in Fiore.
Inizia a praticare arti marziali all'età di 10 anni con il Judo, benché al tempo fosse interessato anche al calcio.
Una volta adulto scopre il jiu jitsu brasiliano, scoperta che lo porterà a viaggiare in Brasile per allenarsi nella Brazilian Top Team e nella Minotauro Gym, palestre che hanno forgiato un gran numero di talenti brasiliani nelle MMA; proprio in Sud America diviene cintura marrone di BJJ sotto il maestro Augusto Frota, a sua volta allievo di Antônio Rodrigo Nogueira.

## Carriera nelle arti marziali miste

### Shooto e MAX
Musardo debutta come professionista nel 2004 grazie alla franchigia svizzera dell'organizzazione internazionale Shooto.
L'inizio nella Shooto Switzerland e nella Shooto Holland è positivo e in sei gare disputate tra il 2004 ed il 2006 Musardo mette a segno un record di 5-1 vincendo tutti e cinque gli incontri per sottomissione, mettendo quindi in evidenza le sue grandi doti nel grappling e nel jiu jitsu brasiliano.
Successivamente combatte un incontro per la Shooto Italia perdendo per KO contro il brasiliano Fabricio Nascimento.
Sul finire del 2006 combatte per la tedesca Martial Arts Xtreme, dove vince i primi due incontri per sottomissione ma nel terzo match si deve arrendere al giapponese Yoshitaro Niimi.
Prosegue a combattere nella Shooto Switzerland, dove perde ai punti contro Daniel Weichel, futuro campione M-1 Global e Bellator.
L'ultimo incontro nello Shooto Switzerland prima del suo ingresso nella Cage Warriors è datato 4 settembre 2010, e fu una vittoria su Michael Reid per strangolamento.

### Cage Warriors
Musardo, con alle spalle un record personale di 17-6-1, esordisce nella britannica Cage Warriors il 1º ottobre 2011 direttamente con l'incontro valevole per la vacante cintura di campione dei pesi leggeri contro l'irlandese Joseph Duffy.
Musardo ha inizialmente difficoltà a contenere l'ottima boxe di Duffy, ma nel quarto round fa valere la sua migliore tecnica nel grappling e sottomette l'avversario con uno strangolamento a ghigliottina, divenendo campione dei pesi leggeri Cage Warriors.
Lascerà tale titolo vacante senza mai averlo difeso.
Contemporaneamente Musardo prosegue con la Shooto Switzerland e prende parte anche ad incontri in Brasile ed in Italia.
Nel 2013 in un evento della promozione svizzera Strength and Honor viene sconfitto dal tunisino Mansour Barnaoui per KO tecnico, Barnaoui che sostituiva l'indisponibile sloveno Bojan Kosednar e che in passato è stato campione nella promozione francese 100% Fight.
Lo stesso anno vince il suo 22-esimo incontro nel main event di uno show tenutosi in Bulgaria.
Nel 2014 perde contro lo spagnolo Isaac Alvarado in un evento Shooto Switzerland ed in novembre avrebbe dovuto affrontare il peso piuma finlandese Joni Salovaara ma il match venne annullato.

### Risultati nelle arti marziali miste
| Risultato | Record | Avversario          | Metodo                               | Evento                       | Data              | Round | Tempo | Città                   | Note                                           |
| --------- | ------ | ------------------- | ------------------------------------ | ---------------------------- | ----------------- | ----- | ----- | ----------------------- | ---------------------------------------------- |
| Sconfitta | 22-8-1 | Isaac Alvarado      | Decisione (non unanime)              | Shooto Switzerland 2014      | 7 giugno 2014     | 3     | 5:00  | Zurigo, Svizzera        |                                                |
| Vittoria  | 22-7-1 | Valentin Nikolov    | Decisione (unanime)                  | RPC 19                       | 19 ottobre 2013   | 3     | 5:00  | Sofia, Bulgaria         |                                                |
| Sconfitta | 21-7-1 | Mansour Barnaoui    | KO Tecnico (pugni)                   | SHC 7: Joannes vs. Rodriguez | 9 marzo 2013      | 1     | 2:03  | Ginevra, Svizzera       |                                                |
| Vittoria  | 21-6-1 | Giorgio Belsanti    | Sottomissione (rear naked choke)     | Glory 3: Rome                | 3 novembre 2012   | 1     | 3:00  | Roma, Italia            |                                                |
| Vittoria  | 20–6-1 | Vitor Pepi          | KO Tecnico (pugni)                   | Mortal Kombat Championship 1 | 20 aprile 2012    | 1     | 1:27  | Rio de Janeiro, Brasile |                                                |
| Vittoria  | 19–6-1 | Cyril Bravais       | Sottomissione (armbar)               | Shooto Switzerland 8         | 11 dicembre 2011  | 1     | 0:39  | Zurigo, Svizzera        |                                                |
| Vittoria  | 18–6-1 | Joseph Duffy        | Sottomissione (ghigliottina)         | Cage Warriors 44             | 1º ottobre 2011   | 4     | 4:25  | Londra, Regno Unito     | Vince il titolo dei Pesi Leggeri Cage Warriors |
| Parità    | 17–6-1 | Hristomir Hristov   | Parità                               | SHC 4: Monson vs. Perak      | 30 aprile 2011    | 3     | 5:00  | Ginevra, Svizzera       |                                                |
| Vittoria  | 17–6   | Ivica Truscek       | Sottomissione (ghigliottina)         | RPC 10                       | 18 febbraio 2011  | 1     | -     | Sofia, Bulgaria         |                                                |
| Sconfitta | 16–6   | Peter Irving        | KO Tecnico (stop medico)             | Belgium Beatdown             | 9 ottobre 2010    | 2     | 5:00  | Charleroi, Belgio       |                                                |
| Vittoria  | 16–5   | Michael Reid        | Sottomissione (ghigliottina)         | Shooto Switzerland 7         | 4 settembre 2010  | 1     | 0:35  | Zurigo, Svizzera        |                                                |
| Vittoria  | 15–5   | Peter Duncan        | Sottomissione (ghigliottina)         | Box-Ring Zürichsee           | 1º maggio 2010    | 1     | 1:24  | Horgen, Svizzera        |                                                |
| Sconfitta | 14–5   | Maciej Górski       | Decisione (unanime)                  | World Free Fight 10          | 27 marzo 2010     | 3     | 5:00  | Lubiana, Slovenia       |                                                |
| Vittoria  | 14–4   | Dorian Prindal      | Sottomissione (armbar)               | World Free Fight 9           | 20 dicembre 2009  | 1     | 3:06  | Lubiana, Slovenia       |                                                |
| Vittoria  | 13–4   | Philipp Schranz     | Sottomissione (rear naked choke)     | La Onda                      | 1º novembre 2009  | 1     | 2:10  | Magdeburgo, Germania    |                                                |
| Sconfitta | 12–4   | Daniel Weichel      | Decisione (unanime)                  | Shooto Switzerland 6         | 19 settembre 2009 | 3     | 5:00  | Zurigo, Svizzera        |                                                |
| Vittoria  | 12–3   | Mathieu Lawalata    | Sottomissione (triangolo di braccio) | United Glory 10              | 9 novembre 2008   | 1     | 2:13  | Arnhem, Paesi Bassi     |                                                |
| Vittoria  | 11–3   | Martin Begley       | Sottomissione (ghigliottina)         | Cage Wars 7                  | 4 agosto 2007     | 1     | 0:22  | Glasgow, Regno Unito    |                                                |
| Vittoria  | 10–3   | Mohamed Gur         | KO Tecnico (ferita)                  | SLV Thaibox Gala             | 12 maggio 2007    | 2     | 5:00  | Basilea, Svizzera       |                                                |
| Sconfitta | 9–3    | Yoshitaro Niimi     | KO Tecnico (pugni)                   | Shooto: Back to our Roots 2  | 16 marzo 2007     | 2     | 4:21  | Tokyo, Giappone         |                                                |
| Vittoria  | 9–2    | Denis Oliwka        | Sottomissione (armbar)               | Martial Arts Xtreme 8        | 25 novembre 2006  | 1     | -     | Berlino, Germania       |                                                |
| Vittoria  | 8–2    | Amir Lekaj          | Sottomissione (triangolo di braccio) | Martial Arts Xtreme 7        | 18 novembre 2006  | 1     | 1:19  | Berlino, Germania       |                                                |
| Vittoria  | 7–2    | Sebastian Baron     | KO (pugni)                           | Martial Arts Xtreme 6        | 11 novembre 2006  | 1     | 0:26  | Berlino, Germania       |                                                |
| Vittoria  | 6–2    | David Adam          | Sottomissione (rear naked choke)     | Martial Arts Xtreme 3        | 21 ottobre 2006   | 1     | 2:03  | Berlino, Germania       |                                                |
| Sconfitta | 5–2    | Fabricio Nascimento | KO                                   | Shooto Italia 1              | 22 luglio 2006    | 2     | 2:30  | Roma, Italia            |                                                |
| Vittoria  | 5–1    | Samir Jilmanoux     | Sottomissione (rear naked choke)     | Shooto Switzerland 4         | 29 aprile 2006    | 1     | 1:00  | Zurigo, Svizzera        |                                                |
| Vittoria  | 4–1    | Stefano Meneghel    | Sottomissione (triangolo)            | Shooto Switzerland 3         | 10 dicembre 2005  | 1     | -     | Zurigo, Svizzera        |                                                |
| Vittoria  | 3–1    | Mathieu Lawalata    | Sottomissione (armbar)               | Shooto Holland 4             | 10 settembre 2005 | 1     | 4:09  | Barneveld, Paesi Bassi  |                                                |
| Vittoria  | 2–1    | Ronny Janmaat       | Sottomissione (armbar)               | Shooto Holland 3             | 22 maggio 2005    | 1     | 0:51  | Ede, Paesi Bassi        |                                                |
| Sconfitta | 1–1    | Bram van Koppen     | Decisione (non unanime)              | Shooto Switzerland 2         | 4 settembre 2004  | 2     | 5:00  | Zurigo, Svizzera        |                                                |
| Vittoria  | 1–0    | Youenn Lebeau       | Sottomissione (armbar)               | Shooto Switzerland 1         | 26 febbraio 2004  | 1     | 3:20  | Zurigo, Svizzera        |                                                |